# Back to Bedlam
Pour les articles homonymes, voir Bedlam.
Albums de James Blunt
Chasing Time: The Bedlam Sessions
(2006)
Singles
1. High
Sortie : 18 octobre 2004
2. Wisemen
Sortie : 7 mars 2005
3. You're Beautiful
Sortie : 30 mai 2005
4. Goodbye My Lover
Sortie : 16 novembre 2005
5. No Bravery
Sortie : 17 avril 2006

Back to Bedlam est le premier album du musicien anglais James Blunt. Il est produit et mixé par Tom Rothrock. Ce dernier réalise, avec la collaboration de Jimmy Hogarth, Wisemen. No Bravery, la dernière piste, est produite quant à elle par Linda Perry. L'album est enregistré dans les Conway Studios et The Embassy, à Los Angeles. James Blunt collabore à l'écriture de toutes ses chansons.
L'album, sorti le 11 octobre 2004 au Royaume-Uni et en 2005 en France, comporte dix pistes.
Back to Bedlam nous parle de chansons d’amours perdus et de fraternités brisées. Un peu de romance qui nous entraîne doucement vers l’univers de la guerre auquel il a appartenu (présent au Kosovo notamment). Bedlam est la référence au Bethlem Royal Hospital, communément surnommé Bedlam.

## Liste des titres
| No  | Titre            | Auteur                             | Durée |
| --- | ---------------- | ---------------------------------- | ----- |
| 1.  | High             | James Blunt, Ricky Ross            | 4:05  |
| 2.  | You're Beautiful | Blunt, Sacha Skarbek, Amanda Ghost | 3:33  |
| 3.  | Wisemen          | Blunt, Skarbek, Jimmy Hogarth      | 3:42  |
| 4.  | Goodbye My Lover | Blunt, Skarbek                     | 4:20  |
| 5.  | Tears and Rain   | Blunt, Guy Chambers                | 4:06  |
| 6.  | Out of My Mind   | Blunt                              | 3:33  |
| 7.  | So Long, Jimmy   | Blunt, Hogarth                     | 4:26  |
| 8.  | Billy            | Blunt, Skarbek, Ghost              | 3:37  |
| 9.  | Cry              | Blunt, Skarbek                     | 4:06  |
| 10. | No Bravery       | Blunt, Skarbek                     | 4:02  |

## Classement des chansons de l'album
| Année | Single           | Classements | Classements | Classements | Classements | Classements | Classements | Classements | Classements | Classements | Classements | Classements | Classements | Classements | Classements | Classements | Classements | Classements | Classements | Classements |
| Année | Single           | ALL         | AUS         | AUT         | BEL-fr      | BEL-nl      | CAN         | CH          | DK          | ESP         | FIN         | FRA         | IRE         | ITA         | NL          | NOR         | NZL         | SWE         | U-K         | USA         |
| ----- | ---------------- | ----------- | ----------- | ----------- | ----------- | ----------- | ----------- | ----------- | ----------- | ----------- | ----------- | ----------- | ----------- | ----------- | ----------- | ----------- | ----------- | ----------- | ----------- | ----------- |
| 2004  | High             | 22          | 42          | 13          |             |             |             | 15          |             |             |             |             | 18          | 3           |             |             |             |             | 16          | 100         |
| 2005  | Wisemen          | 40          | 11          | 15          | 1           |             | 10          | 23          |             |             |             |             | 36          |             | 17          |             | 21          | 38          | 23          |             |
| 2005  | You're Beautiful | 2           | 2           | 6           |             |             |             | 2           | 4           | 2           |             | 5           |             |             | 1           | 1           | 4           | 1           | 1           | 1           |
| 2005  | Goodbye My Lover | 28          | 3           | 36          | 2           | 2           |             | 19          | 9           |             |             | 6           |             |             | 4           | 6           | 19          | 1           | 9           | 66          |
| 2006  | No Bravery [B]   |             |             |             |             |             |             |             |             |             |             | 15          |             |             |             |             |             |             |             |             |

Remarque
- B ^  Sorti en France et au Québec.

## Record
- Cet album détient le record du premier album le plus vendu au Royaume-Uni sur un an (2005) avec 2.368.000 exemplaires[20],[21].